# همینگ یورگنسن
همینگ یورگنسن (به دانمارکی: Hemming Jorgensen) (متولد ۱۹۳۹) ایران‌شناس دانمارکی است. او برای کتاب یخچال‌های ایران برگزیدهٔ جایزه جهانی کتاب سال ایران و نیز برگزیدهٔ جشنواره فارابی شد.